# Munneurycope murrayi
Munneurycope murrayi är en kräftdjursart som först beskrevs av Walker 1903.  Munneurycope murrayi ingår i släktet Munneurycope och familjen Munnopsidae. Inga underarter finns listade i Catalogue of Life.